# Albentosa
Albentosa település Spanyolországban, Teruel tartományban. Albentosa Manzanera, Mora de Rubielos, San Agustín, Sarrión, Pina de Montalgrao és El Toro községekkel határos. Lakosainak száma 299 fő (2024).

## Népesség
A település lakosságának változását az alábbi diagram mutatja:
| Lakosok száma | 256  | 295  | 334  | 317  | 290  | 279  | 255  | 276  | 275  | 299  |
|               | 2001 | 2004 | 2007 | 2009 | 2012 | 2014 | 2017 | 2019 | 2022 | 2024 |